# Jerzy Żołądź
Jerzy Andrzej Żołądź is een Poolse inspanningsfysioloog die is gespecialiseerd in metabolisme bij sportbeoefening.
Żołądź promoveerde in 2000 aan de Vrije Universiteit Amsterdam op het proefschrift Limitations to sustained human power output: with special reference to the significance of the change point in the VO2/power output relationship. In Nederland is hij bekend door de door hem ontworpen zoladz-test, waarover hij zelf echter nooit heeft gepubliceerd. Żołądź is hoogleraar aan de Akademia Wychowania Fizycznego in Krakau. In 2018 publiceerde hij de omvangrijke monografie Muscle and Exercise Physiology.